# فوش-آرز
فوش-آرز (به لاتین: Fushë-Arrëz) یک شهر در آلبانی است که در Fushë-Arrëz municipality واقع شده‌است.